# Catena Brigitte
Catena Brigitte - łańcuch kraterów na powierzchni Księżyca, o długości 5 km. Jego współrzędne selenograficzne to 18°,30'N; 27°,30'E.
Catenę nazwano od francuskiego imienia żeńskiego, nazwa została zatwierdzona przez Międzynarodową Unię Astronomiczną w roku 1976.